# Akwapem Norte (distrito)
Akwapem Norte es un distrito de la región Oriental, Ghana. En septiembre de 2018 tenía una población estimada de 165 271 habitantes.
Se encuentra ubicado al sureste del país, a poca distancia al sur del lago Volta y de la meseta de Kwahu, y cerca del río Birim, uno de los afluentes principales del río Pra.